# 복호화
복호화 또는 디코딩(decoding)은 부호화(encoding)된 정보를 부호(code)화되기 전으로 되돌리는 처리 혹은 그 처리 방식을 말한다. 보통은 부호화의 절차를 역으로 수행하면 복호화가 된다.
암호화(encryption)의 반대말로서의 해독 또는 복호화는 decryption이라고 부른다.
한편 복호기 또는 디코더(decoder)는 복호화를 수행하는 장치나 회로, 컴퓨터 소프트웨어, 알고리즘 또는 사람을 말한다.

## 논리회로에서 복호기(decoder)

### 복호기 (디코더, decoder)
n개의 입력으로 들어오는 데이터를 받아 그것을 숫자로 보고 2의 n승개의 출력회선 중 그 숫자에 해당되는 번호에만
1을 내보내고, 나머지는 모두 0을 내보내는 논리회로.

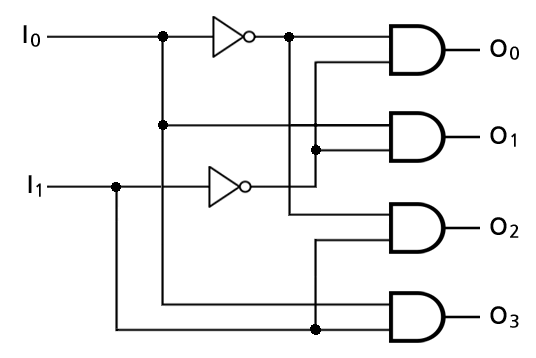
Decoder 2x4

2x4 디코더는 다음과 같다.
| I1 | I0 | O3 | O2 | O1 | O0 |
| -- | -- | -- | -- | -- | -- |
| 0  | 0  | 0  | 0  | 0  | 1  |
| 0  | 1  | 0  | 0  | 1  | 0  |
| 1  | 0  | 0  | 1  | 0  | 0  |
| 1  | 1  | 1  | 0  | 0  | 0  |

| I1 | I0 | E | O3 | O2 | O1 | O0 |
| -- | -- | - | -- | -- | -- | -- |
| X  | X  | 0 | 0  | 0  | 0  | 0  |
| 0  | 0  | 1 | 0  | 0  | 0  | 1  |
| 0  | 1  | 1 | 0  | 0  | 1  | 0  |
| 1  | 0  | 1 | 0  | 1  | 0  | 0  |
| 1  | 1  | 1 | 1  | 0  | 0  | 0  |

## 같이 보기
- 부호
- 부호화
- 코덱
- 유전 부호
- 디코딩